# Bielorussia ai Giochi della XXX Olimpiade
La Bielorussia partecipò ai Giochi della XXX Olimpiade, svoltisi a Londra, Regno Unito, dal 27 luglio al 12 agosto 2012, con una delegazione di 160 atleti impegnati in ventitré discipline. È stata la 5ª partecipazione consecutiva degli atleti bielorussi ai giochi olimpici estivi da nazione indipendente.
La Bielorussia ha ottenuto un totale di 12 medaglie (2 ori, 5 argenti e 5 bronzi), realizzando la peggior prestazione di sempre.

## Delegazione
| Sport              | Uomini | Donne | Totale |
| ------------------ | ------ | ----- | ------ |
| Atletica Leggera   | 14     | 35    | 49     |
| Badminton          | 0      | 1     | 1      |
| Calcio             | 18     | 0     | 18     |
| Canoa/Kayak        | 7      | 5     | 12     |
| Canottaggio        | 4      | 1     | 5      |
| Ciclismo           | 3      | 6     | 9      |
| Equitazione        | 1      | 1     | 2      |
| Ginnastica         | 2      | 9     | 11     |
| Judo               | 2      | 0     | 2      |
| Lotta              | 9      | 2     | 11     |
| Nuoto              | 4      | 4     | 8      |
| Pentathlon Moderno | 2      | 2     | 4      |
| Pugilato           | 3      | 0     | 3      |
| Scherma            | 3      | 0     | 3      |
| Sollevamento Pesi  | 4      | 4     | 8      |
| Tennis             | 2      | 1     | 3      |
| Tennis Tavolo      | 1      | 2     | 3      |
| Tiro               | 8      | 1     | 9      |
| Tiro con l'arco    | 0      | 1     | 1      |
| Tuffi              | 2      | 0     | 2      |
| Vela               | 1      | 1     | 2      |
| Totale             | 90     | 76    | 166    |

## Medaglie
| Riepilogo quotidiano | Riepilogo quotidiano | Riepilogo quotidiano | Riepilogo quotidiano | Riepilogo quotidiano | Riepilogo quotidiano | Riepilogo quotidiano |
| -------------------- | -------------------- | -------------------- | -------------------- | -------------------- | -------------------- | -------------------- |
| Giorno               | Data                 |                      |                      |                      | Totale               |                      |
| 1°                   | 27                   | —                    | —                    | —                    | —                    |                      |
| 2°                   | 28                   | 0                    | 0                    | 0                    | 0                    |                      |
| 3°                   | 29                   | 0                    | 0                    | 0                    | 0                    |                      |
| 4°                   | 30                   | 0                    | 0                    | 0                    | 0                    |                      |
| 5°                   | 31                   | 0                    | 0                    | 0                    | 0                    |                      |
| 6°                   | 1                    | 0                    | 0                    | 1                    | 1                    |                      |
| 7°                   | 2                    | 0                    | 1                    | 0                    | 1                    |                      |
| 8°                   | 3                    | 1                    | 0                    | 1                    | 2                    |                      |
| 9°                   | 4                    | 0                    | 1                    | 1                    | 2                    |                      |
| 10°                  | 5                    | 1                    | 0                    | 0                    | 1                    |                      |
| 11°                  | 6                    | 0                    | 0                    | 0                    | 0                    |                      |
| 12°                  | 7                    | 0                    | 0                    | 0                    | 0                    |                      |
| 13°                  | 8                    | 0                    | 0                    | 1                    | 1                    |                      |
| 14°                  | 9                    | 0                    | 1                    | 0                    | 1                    |                      |
| 15°                  | 10                   | 0                    | 0                    | 0                    | 0                    |                      |
| 16°                  | 11                   | 0                    | 1                    | 1                    | 2                    |                      |
| 17°                  | 12                   | 0                    | 1                    | 0                    | 1                    |                      |
| Totale               | Totale               | 2                    | 5                    | 5                    | 12                   |                      |

### Medagliere per discipline
| Sport             | Oro | Argento | Bronzo | Totale |
| ----------------- | --- | ------- | ------ | ------ |
| Tennis            | 1   | 0       | 1      | 2      |
| Tiro a volo       | 1   | 0       | 0      | 1      |
| Canoa             | 0   | 2       | 1      | 3      |
| Nuoto             | 0   | 2       | 0      | 2      |
| Ginnastica        | 0   | 1       | 1      | 2      |
| Sollevamento pesi | 0   | 0       | 2      | 2      |
| Totale            | 2   | 5       | 5      | 12     |

### Medagliati

#### Medaglie d'oro
| Medaglia | Nome                          | Sport  | Evento                         | Data     |
| -------- | ----------------------------- | ------ | ------------------------------ | -------- |
| Oro      | Sjarhej Martynaŭ              | Tiro   | Carabina 50 m a terra maschile | 3 agosto |
| Oro      | Maks Mirny Viktoryja Azaranka | Tennis | Doppio misto                   | 5 agosto |

#### Medaglie d'argento
| Medaglia | Nome | Sport              | Evento                       | Data      |
| -------- | --- | ------------------ | ---------------------------- | --------- |
| Argento  | Aljaksandra Herasimenja                                                                                     | Nuoto              | 100 m stile libero femminili | 2 agosto  |
| Argento  | Aljaksandra Herasimenja                                                                                     | Nuoto              | 50 m stile libero femminili  | 4 agosto  |
| Argento  | Andrėj Bahdanovič Aljaksandr Bahdanovič                                                                     | Canoa/kayak        | C-2 1000 m maschile          | 9 agosto  |
| Argento  | Raman Pjatrušėnka Vadzim Machneŭ                                                                            | Canoa/kayak        | K-2 200 m maschile           | 11 agosto |
| Argento  | Maryna Hančarova Anastasija Ivan'kova Natal'ja Leščyk Aljaksandra Narkevič Ksenija Sankovič Alina Tumilovič | Ginnastica ritmica | Concorso a squadre           | 12 agosto |

#### Medaglie di bronzo
| Medaglia | Nome                                                            | Sport              | Evento               | Data      |
| -------- | --------------------------------------------------------------- | ------------------ | -------------------- | --------- |
| Bronzo   | Mar'ina Škermankova                                             | Sollevamento pesi  | -69 kg femminile     | 1º agosto |
| Bronzo   | Ir'ina Kuleša                                                   | Sollevamento pesi  | -75 kg femminile     | 3 agosto  |
| Bronzo   | Viktoryja Azaranka                                              | Tennis             | Singolare femminile  | 4 agosto  |
| Bronzo   | Iryna Pamjalova Nadźeya Papok Vol'ha Chudźenka Mar'ina Paŭtaran | Canoa/kayak        | K-4 500 m femminile  | 8 agosto  |
| Bronzo   | Ljuboŭ Čarkašyna                                                | Ginnastica ritmica | Concorso individuale | 11 agosto |

## Risultati

### Atletica leggera
| Q | Qualificato al turno successivo per la posizione in qualificazione                                                           |
| q | Qualificato per il turno successivo per ripescaggio o, negli eventi su campo, conquistando la misura minima per qualificarsi |

#### Maschile

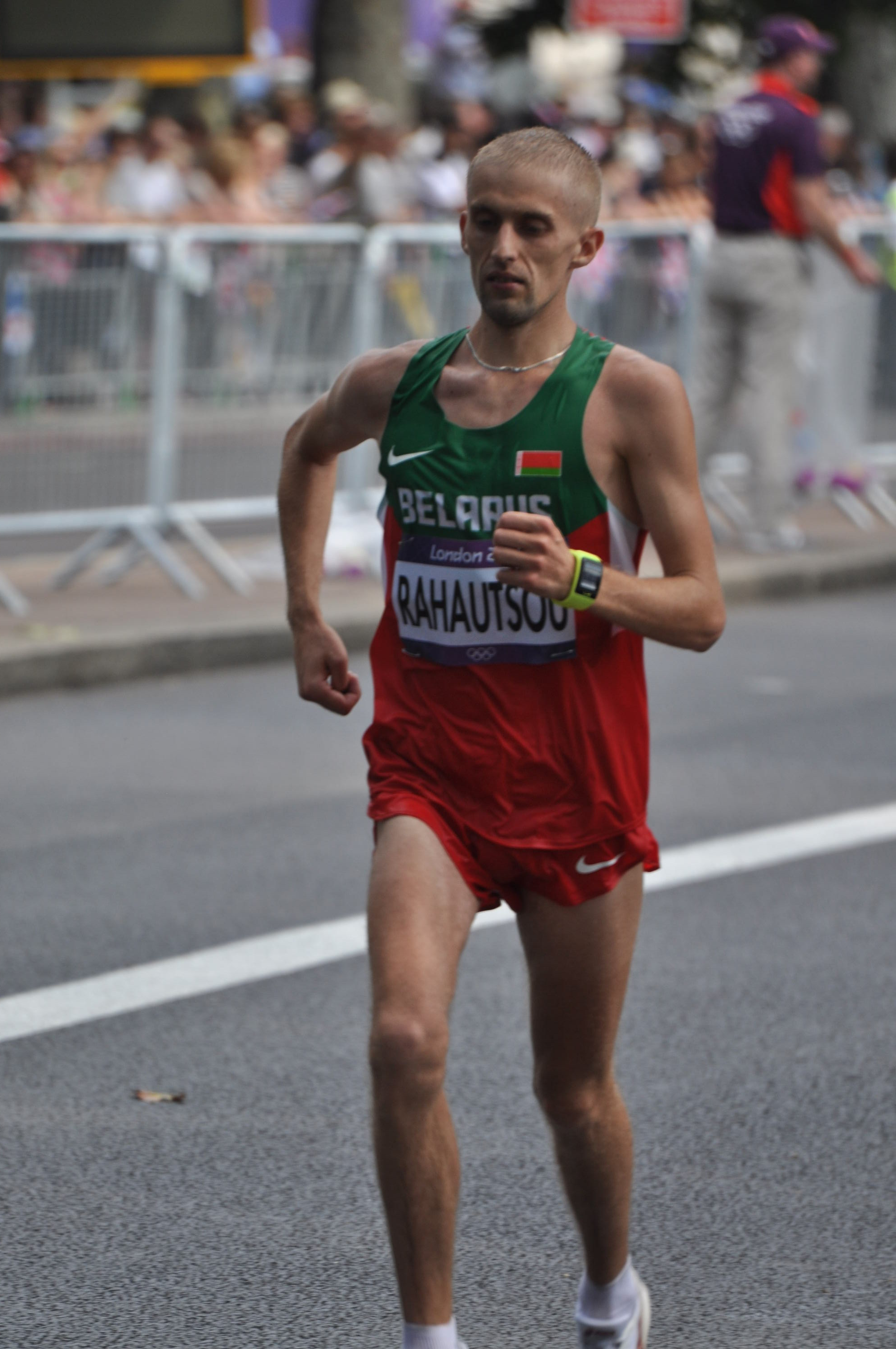
S'ciapan Rahaŭcoŭ nel corso della maratona maschile.

Eventi di corsa su pista e strada
| Atleta            | Evento         | Batteria  | Batteria  | Semifinale      | Semifinale      | Finale          | Finale          |
| Atleta            | Evento         | Risultato | Posizione | Risultato       | Posizione       | Risultato       | Posizione       |
| ----------------- | -------------- | --------- | --------- | --------------- | --------------- | --------------- | --------------- |
| Anis Ananenka     | 800 m          | 1'49"61   | 7°        | non qualificato | non qualificato | non qualificato | non qualificato |
| Maksim Lynša      | 110 m ostacoli | 13"47     | 3° Q      | 13"45           | 7°              | non qualificato | non qualificato |
| S'ciapan Rahaŭcoŭ | Maratona       | N.D.      | N.D.      | N.D.            | N.D.            | 2h 23'23"       | 64°             |
| Dzianis Simanovič | Marcia 20 km   | N.D.      | N.D.      | N.D.            | N.D.            | 1h 20'42"       | 12°             |
| Ivan Trocki       | Marcia 20 km   | N.D.      | N.D.      | N.D.            | N.D.            | 1h 21'23"       | 16°             |
| Ivan Trocki       | Marcia 50 km   | N.D.      | N.D.      | N.D.            | N.D.            | 3h 46'09"       | 14°             |

Eventi su campo
| Atleta             | Evento                 | Qualifica | Qualifica | Finale          | Finale          |
| Atleta             | Evento                 | Distanza  | Posizione | Distanza        | Posizione       |
| ------------------ | ---------------------- | --------- | --------- | --------------- | --------------- |
| Stanislaŭ Civončyk | Salto con l'asta       | 5,20 m    | 23°       | non qualificato | non qualificato |
| Andrei Čuryla      | Salto in alto          | nm        | –         | non qualificato | non qualificato |
| Uladzimier Kazloŭ  | Lancio del giavellotto | 80,06 m   | 15°       | non qualificato | non qualificato |
| Pavel Kryvicki     | Lancio del martello    | 71,49 m   | 28°       | non qualificato | non qualificato |
| Pavel Lyžyn        | Getto del peso         | 20,57 m   | 6° q      | 20,69 m         | 8°              |
| Andrėj Michnevič   | Getto del peso         | 19,89 m   | 17°       | non qualificato | non qualificato |
| Dzmitryj Platnicki | Salto triplo           | 16,62 m   | 12° q     | 16,19 m         | 12°             |
| Valerij Śvjatocha  | Lancio del martello    | 74,69 m   | 12° q     | 73,13 m         | 11°             |

Eventi combinati
| Atleta        | Evento    |           | 100 m | SL     | LP      | SA     | 400 m | 110H  | LD      | SAT    | LG      | 1500 m  | Finale | Posizione |
| ------------- | --------- | --------- | ----- | ------ | ------- | ------ | ----- | ----- | ------- | ------ | ------- | ------- | ------ | --------- |
| Eduard Michan | Decathlon | Risultato | 10"74 | 6,94 m | 14,75 m | 1,93 m | 48"42 | 14"15 | 44,42 m | 4,40 m | 55,69 m | 4'38"06 | 7928   | 17°       |
| Eduard Michan | Decathlon | Punti     | 919   | 799    | 774     | 740    | 889   | 955   | 755     | 731    | 673     | 693     | 7928   | 17°       |

#### Femminile
Eventi di corsa su pista e strada
| Atleta | Evento            | Batteria  | Batteria  | Quarti di finale | Quarti di finale | Semifinale      | Semifinale      | Finale          | Finale          |
| Atleta | Evento            | Risultato | Posizione | Risultato        | Posizione        | Risultato       | Posizione       | Risultato       | Posizione       |
| --- | ----------------- | --------- | --------- | ---------------- | ---------------- | --------------- | --------------- | --------------- | --------------- |
| Maryna Arzamasava | 800 m             | 2'08"45   | 4ª        | N.D.             | N.D.             | non qualificata | non qualificata | non qualificata | non qualificata |
| Julija Balykina | 100 m             | Bye       | Bye       | 11"70            | 7ª               | non qualificata | non qualificata | non qualificata | non qualificata |
| Hanna Drabenja | Marcia 20 km      | N.D.      | N.D.      | N.D.             | N.D.             | N.D.            | N.D.            | 1h 31'58"       | 25ª             |
| Vol'ha Duboŭskaja | Maratona          | N.D.      | N.D.      | N.D.             | N.D.             | N.D.            | N.D.            | 2h 39'12"       | 78ª             |
| Nastaśsja Jacevič | Marcia 20 km      | N.D.      | N.D.      | N.D.             | N.D.             | N.D.            | N.D.            | 1h 35'41"       | 48ª             |
| Natal'lja Karejva | 1500 m            | 4'06"87   | 3ª Q      | N.D.             | N.D.             | 4'02"37         | 6ª q            | 4'11"58         | 7ª              |
| Śvjatlana Koŭhan | Maratona          | N.D.      | N.D.      | N.D.             | N.D.             | N.D.            | N.D.            | 2h 30'26"       | 34ª             |
| Śvjatlana Kudzelič | 3000 m siepi      | 9'54"77   | 14ª       | N.D.             | N.D.             | N.D.            | N.D.            | non qualificata | non qualificata |
| Kacjaryna Paplaŭskaja                                                                                                 | 100 m ostacoli    | DSQ       | DSQ       | N.D.             | N.D.             | non qualificata | non qualificata | non qualificata | non qualificata |
| Nastaśsja Staravojtava                                                                                                | Maratona          | N.D.      | N.D.      | N.D.             | N.D.             | N.D.            | N.D.            | 2h 30'25"       | 33ª             |
| Alina Talaj | 100 m ostacoli    | 12"71     | 1ª Q      | N.D.             | N.D.             | 12"84           | 4ª              | non qualificata | non qualificata |
| Śvjatlana Ŭsovič | 400 m             | 52"40     | 5ª        | N.D.             | N.D.             | non qualificata | non qualificata | non qualificata | non qualificata |
| Julija Balykina Kacjaryna Hančar Alena Neumjaržyckaja Alina Talaj (Vol'ha Astaška) (Hanna Ljapeška) (Kacjaryna Šumak) | Staffetta 4×100 m | 43"90     | 7ª        | N.D.             | N.D.             | N.D.            | N.D.            | non qualificate | non qualificate |
| Iryna Chljustava Alena Kijevič Ilona Ŭsovič Śvjatlana Ŭsovič (Juliiana Juščanka) (Hanna Tašpulatava)                  | Staffetta 4×400 m | 3'26"52   | 5ª        | N.D.             | N.D.             | N.D.            | N.D.            | non qualificate | non qualificate |

Eventi su campo
| Atleta                         | Evento                 | Qualifica | Qualifica | Finale          | Finale          |
| Atleta                         | Evento                 | Distanza  | Posizione | Distanza        | Posizione       |
| ------------------------------ | ---------------------- | --------- | --------- | --------------- | --------------- |
| Nadzeja Astapčuk               | Getto del peso         | 20,76 m   | 1ª Q      | 21,36 m         | DSQ*            |
| Janina Karol'čyk-Pravalinskaja | Getto del peso         | 17,87 m   | 18ª       | non qualificata | non qualificata |
| Alena Matoška                  | Lancio del martello    | 67,03 m   | 30ª       | non qualificata | non qualificata |
| Natallja Michnevič             | Getto del peso         | 18,60 m   | 10ª q     | 18,42 m         | 11ª             |
| Nastaśsja Mirončyk-Ivanova     | Salto in lungo         | 6,66 m    | 6ª q      | 6,72 m          | 7ª              |
| Aksana Mjan'kova               | Lancio del martello    | 73,10 m   | 8ª Q      | 74,40 m         | 7ª              |
| Maryna Novik                   | Lancio del giavellotto | 54,31 m   | 33ª       | non qualificata | non qualificata |
| Ksenija Pryiemka-Dziacuk       | Salto triplo           | NM        | —         | non qualificata | non qualificata |
| Śviatlana Siarova              | Lancio del disco       | 56,70 m   | 33ª       | non qualificata | non qualificata |
| Vol'ha Sudarava                | Salto in lungo         | 6,38 m    | 14ª       | non qualificata | non qualificata |
| Vieranika Šutkova              | Salto in lungo         | 6,40 m    | 12ª q     | 6,54 m          | 10ª             |
| Nastaśsia Šviedava             | Salto con l'asta       | 4,40 m    | 17ª       | non qualificata | non qualificata |

*Nadzeja Astapčuk è stata squalificata e privata della medaglia d'oro conquistata nel getto del peso dopo l'esito positivo ai controlli antidoping.
Eventi combinati
| Atleta         | Evento    |           | 100H  | SA     | GP      | 200 m | SL     | LG      | 800 m   | Finale | Posizione |
| -------------- | --------- | --------- | ----- | ------ | ------- | ----- | ------ | ------- | ------- | ------ | --------- |
| Jana Maksimava | Eptathlon | Risultato | 13"97 | 1,89 m | 14,09 m | 25"43 | 5,99 m | 42,33 m | 2'13"37 | 6198   | 17ª       |
| Jana Maksimava | Eptathlon | Punti     | 983   | 1093   | 800     | 848   | 846    | 712     | 916     | 6198   | 17ª       |

### Badminton
Femminile
| Atleta         | Evento  | Girone                            | Girone                                   | Girone    | Ottavi               | Quarti               | Semifinale           | Finale               | Finale          |
| Atleta         | Evento  | Avversario Punteggio              | Avversario Punteggio                     | Posizione | Avversario Punteggio | Avversario Punteggio | Avversario Punteggio | Avversario Punteggio | Posizione       |
| -------------- | ------- | --------------------------------- | ---------------------------------------- | --------- | -------------------- | -------------------- | -------------------- | -------------------- | --------------- |
| Alesia Zajcava | Singolo | P. Nedelcheva (BUL) P 7-21, 19-21 | A. Firdasari (INA) P 10-21, 21-16, 14-21 | 3ª        | non qualificata      | non qualificata      | non qualificata      | non qualificata      | non qualificata |

### Calcio

#### Maschile
Rosa
Presenze e reti aggiornate all'11 agosto 2012.
| N. | Pos. | Giocatore              | Data nascita (età)         | Pres. | Reti | Squadra                |
| -- | ---- | ---------------------- | -------------------------- | ----- | ---- | ---------------------- |
| 1  | P    | Aljaksandr Hutar       | 18 aprile 1989 (23 anni)   |       | 0    | BATĖ Borisov           |
| 2  | C    | Stanislaŭ Drahun (+)   | 4 giugno 1988 (24 anni)    |       | 0    | Dinamo Minsk           |
| 3  | D    | Ihar Kuz'mjanok        | 6 luglio 1990 (22 anni)    |       | 0    | Homel'                 |
| 4  | D    | Sjarhej Palicevič      | 9 aprile 1990 (22 anni)    |       | 0    | Dinamo Minsk           |
| 5  | C    | Dzmitryj Baha          | 4 gennaio 1990 (22 anni)   |       | 1    | BATĖ Borisov           |
| 6  | D    | Aljaksej Haŭrylovič    | 5 gennaio 1990 (22 anni)   |       | 0    | Naftan                 |
| 8  | A    | Sjarhej Karnilenka (+) | 14 giugno 1983 (29 anni)   |       | 0    | Kryl'ja Sovetov Samara |
| 9  | A    | Uladzimir Chvaščynski  | 10 maggio 1990 (22 anni)   |       | 0    | Dinamo Brėst           |
| 10 | C    | Renan Bressan (+)      | 3 novembre 1988 (23 anni)  |       | 1    | BATĖ Borisov           |
| 11 | A    | Andrėj Varankoŭ        | 8 febbraio 1989 (23 anni)  |       | 1    | Nëman                  |
| 12 | C    | Aljaksej Kazloŭ        | 11 luglio 1989 (23 anni)   |       | 0    | Tarpeda Žodzina        |
| 13 | C    | Illja Aleksievič       | 10 febbraio 1991 (21 anni) |       | 0    | Homel'                 |
| 14 | A    | Jahor Zubovič          | 1º giugno 1989 (23 anni)   |       | 0    | Naftan                 |
| 15 | C    | Arcëm Salavej          | 1º novembre 1990 (21 anni) |       | 0    | Tarpeda Žodzina        |
| 16 | C    | Michail Hardzjajčuk    | 23 ottobre 1989 (22 anni)  |       | 0    | Belšyna                |
| 17 | D    | Dzjanis Paljakoŭ       | 17 aprile 1991 (21 anni)   |       | 0    | BATĖ Borisov           |
| 18 | P    | Andrėj Ščarbakoŭ       | 31 gennaio 1991 (21 anni)  |       | 0    | BATĖ Borisov           |
| 19 | A    | Maksim Skavyš          | 13 novembre 1989 (22 anni) |       | 0    | Belšyna                |

- Allenatore:  Heorhij Kandrac'eŭ

Prima fase - Gruppo C
| Arbitro: | Gassama |

|            |           |  |
| Baha 45+1’ | Marcatori |  |

| Arbitro: | Nishimura |

|                                 |           |                  |
| Pato 15’ Neymar 65’ Oscar 90+3’ | Marcatori | 8’ Renan Bressan |

| Arbitro: | García |

|                                     |           |              |
| Salah 56’ Mohsen 73’ Aboutreika 79’ | Marcatori | 87’ Varankoŭ |

| Pos. | Squadra       | Pt | G | V | N | P | GF | GS | DR |
| ---- | ------------- | -- | - | - | - | - | -- | -- | -- |
| 1.   | Brasile       | 9  | 3 | 3 | 0 | 0 | 9  | 3  | +6 |
| 2.   | Egitto        | 4  | 3 | 1 | 1 | 1 | 6  | 5  | +1 |
| 3.   | Bielorussia   | 3  | 3 | 1 | 0 | 2 | 3  | 6  | -3 |
| 4.   | Nuova Zelanda | 1  | 3 | 0 | 1 | 2 | 1  | 5  | -4 |

- Bielorussia eliminata alla prima fase.

### Canoa/Kayak

#### Velocità
| FA | Qualificato in finale A (per le medaglie)                       |
| FB | Qualificato in finale B (non per le medaglie)                   |
| Q  | Qualificato al turno successivo per posizione in qualificazione |
| q  | Qualificato al turno successivo per ripescaggio                 |

Maschile
| Atleta                                  | Evento     | Batteria | Batteria   | Semifinale | Semifinale | Finale   | Finale     |
| Atleta                                  | Evento     | Tempo    | Classifica | Tempo      | Classifica | Tempo    | Classifica |
| --------------------------------------- | ---------- | -------- | ---------- | ---------- | ---------- | -------- | ---------- |
| Dzianis Haraža                          | C-1 200 m  | 41"290   | 2º Q       | 41"427     | 2º FA      | 43"545   | 5º         |
| Aleh Jurenia                            | K-1 1000 m | 3'36"012 | 3º Q       | 3'29"825   | 2º FA      | 3'32"396 | 6º         |
| Aljaksandr Žukoŭski                     | C-1 1000 m | 4'06"190 | 3º Q       | 3'54"002   | 4º FA      | 3'51"166 | 7º         |
| Aljaksandr Bahdanovič Andrėj Bahdanovič | C-2 1000 m | 3'42"599 | 3º Q       | 3'36"540   | 2º FA      | 3'35"206 |            |
| Raman Pjatrušėnka Vadzim Machneŭ        | K-2 200 m  | 33"129   | 1º Q       | 32"641     | 1º FA      | 34"266   |            |

Femminile
| Atleta                                                          | Evento    | Batteria | Batteria   | Semifinale | Semifinale | Finale          | Finale          |
| Atleta                                                          | Evento    | Tempo    | Classifica | Tempo      | Classifica | Tempo           | Classifica      |
| --------------------------------------------------------------- | --------- | -------- | ---------- | ---------- | ---------- | --------------- | --------------- |
| Marharyta Ciškevič                                              | K-1 200 m | 43"841   | 5ª Q       | 43"033     | 8ª         | non qualificata | non qualificata |
| Marharyta Ciškevič                                              | K-1 500 m | 2'01"216 | 6ª Q       | DSQ        | DSQ        | non qualificata | non qualificata |
| Vol'ha Chudźenka Mar'ina Paŭtaran                               | K-2 500 m | 1'44"568 | 4ª Q       | 1'43"152   | 5ª FB      | 1'44"407        | 9ª              |
| Vol'ha Chudźenka Iryna Pamjalova Nadźeya Papok Mar'ina Paŭtaran | K-4 500 m | 1'33"676 | 3ª Q       | 1'30"883   | 2ª FA      | 1'31"400        |                 |

### Canottaggio
| FA   | Qualificato in finale A (per le medaglie)     |
| FB   | Qualificato in finale B (non per le medaglie) |
| FC   | Qualificato in finale C (non per le medaglie) |
| FD   | Qualificato in finale D (non per le medaglie) |
| FE   | Qualificato in finale E (non per le medaglie) |
| FF   | Qualificato in finale F (non per le medaglie) |
| SA/B | Semifinali A/B                                |
| SC/D | Semifinali C/D                                |
| SE/F | Semifinali E/F                                |
| QF   | Qualificato ai quarti di finale               |
| R    | Ripescaggio                                   |

Maschile
| Atleta                                                                   | Evento  | Batteria | Batteria  | Ripescaggio | Ripescaggio | Semifinali | Semifinali | Finale  | Finale    |
| Atleta                                                                   | Evento  | Tempo    | Posizione | Tempo       | Posizione   | Tempo      | Posizione  | Tempo   | Posizione |
| ------------------------------------------------------------------------ | ------- | -------- | --------- | ----------- | ----------- | ---------- | ---------- | ------- | --------- |
| Aljaksandr Kazuboŭski Vadzim Lialin Dzianis Mihal' Stanislaŭ Ščerbačenia | 4 senza | 5'53"26  | 3° SA/B   | Bye         | Bye         | 6'05"26    | 5° FB      | 6'09"31 | 7°        |

Femminile
| Atleta            | Evento  | Batteria | Batteria  | Ripescaggio | Ripescaggio | Quarti di finale | Quarti di finale | Semifinali | Semifinali | Finale  | Finale    |
| Atleta            | Evento  | Tempo    | Posizione | Tempo       | Posizione   | Tempo            | Posizione        | Tempo      | Posizione  | Tempo   | Posizione |
| ----------------- | ------- | -------- | --------- | ----------- | ----------- | ---------------- | ---------------- | ---------- | ---------- | ------- | --------- |
| Kacjaryna Karstėn | Singolo | 7'30"31  | 1ª QF     | Bye         | Bye         | 7'42"00          | 2ª SA/B          | 7'44"94    | 3ª FA      | 8'02"86 | 5ª        |

### Ciclismo

#### Ciclismo su strada
Maschile
| Atleta             | Evento         | Tempo     | Classifica |
| ------------------ | -------------- | --------- | ---------- |
| Jaŭhen Hutarovič   | Corsa in linea | 5h 46'37" | 53º        |
| Vasil' Kiryenka    | Corsa in linea | DNF       | DNF        |
| Vasil' Kiryenka    | Cronometro     | 54'30"29  | 12º        |
| Branislaŭ Samojlaŭ | Corsa in linea | DNF       | DNF        |

Femminile
| Atleta           | Evento         | Tempo     | Classifica |
| ---------------- | -------------- | --------- | ---------- |
| Alena Amjaljusik | Corsa in linea | 3h 35'36" | 15ª        |

#### Ciclismo su pista

##### Velocità
Femminile
| Atleta        | Evento               | Qualificazione     | Qualificazione | Trentaduesimi                        | Ripescaggio 1             | Sedicesimi                | Ripescaggio 2                                          | Quarti di finale     | Semifinali           | Finale                                                          | Finale |
| Atleta        | Evento               | Tempo Velocità     | Pos.           | Avversario Tempo Velocità            | Avversario Tempo Velocità | Avversario Tempo Velocità | Avversario Tempo Velocità                              | Avversario Risultato | Avversario Risultato | Avversario Risultato                                            | Pos.   |
| ------------- | -------------------- | ------------------ | -------------- | ------------------------------------ | ------------------------- | ------------------------- | ------------------------------------------------------ | -------------------- | -------------------- | --------------------------------------------------------------- | ------ |
| Olga Panarina | Velocità individuale | 11"080 64,981 km/h | 5ª             | Lee H.-J. (KOR) V 11"608 62,026 km/h | Bye                       | S. Krupeckaitė (LTU) P    | M. Sullivan (CAN) N. Hansen (NZL) V 11"443 62,920 km/h | V. Pendleton (GBR) P | non qualificata      | 5º posto S. Krupeckaitė (LTU) L. Guerra (CUB) L. Šulika (UKR) P | 8ª     |

##### Inseguimento
Femminile
| Atleta                                                          | Evento                 | Qualificazione | Qualificazione | Semifinale               | Semifinale | Finale               | Finale    |
| Atleta                                                          | Evento                 | Tempo          | Posizione      | Avversario Risultato     | Posizione  | Avversario Risultato | Posizione |
| --------------------------------------------------------------- | ---------------------- | -------------- | -------------- | ------------------------ | ---------- | -------------------- | --------- |
| Alena Dyl'ko (Mar'ija Lohvinava) Aksana Papko Taccjana Šarakova | Inseguimento a squadre | 3'22"850       | 8ª Q           | Nuova Zelanda P 3'21"942 | 8ª         | Germania V 3'20"245  | 7ª        |

##### Keirin
Femminile
| Atleta        | Evento           | 1º turno  | Ripescaggio | Semifinale      | Finale    |
| Atleta        | Evento           | Posizione | Posizione   | Posizione       | Posizione |
| ------------- | ---------------- | --------- | ----------- | --------------- | --------- |
| Olga Panarina | Keirin femminile | 6ª R      | 5ª          | non qualificata | 15ª       |

##### Omnium
Femminile
| Atleta            | Evento | Flying lap | Flying lap | Corsa a punti | Corsa a punti | Corsa a eliminazione | Inseguimento individuale | Inseguimento individuale | Scratch race | Chilometro da fermo | Chilometro da fermo | Punti totali | Classifica |
| Atleta            | Evento | Tempo      | Posizione  | Punti         | Posizione     | Posizione            | Tempo                    | Posizione                | Posizione    | Tempo               | Posizione           | Punti totali | Classifica |
| ----------------- | ------ | ---------- | ---------- | ------------- | ------------- | -------------------- | ------------------------ | ------------------------ | ------------ | ------------------- | ------------------- | ------------ | ---------- |
| Taccjana Šarakova | Omnium | 14"701     | 12ª        | 28            | 2ª            | 15ª                  | 3'38"301                 | 5ª                       | 12           | 36"748              | 13ª                 | 59           | 9ª         |

### Equitazione

#### Concorso completo
| Atleta             | Cavallo | Gara        | Dressage | Dressage  | Cross-country | Cross-country | Cross-country | Salto ostacoli  | Salto ostacoli  | Salto ostacoli  | Salto ostacoli  | Salto ostacoli  | Salto ostacoli  | Totale          | Totale          |
| Atleta             | Cavallo | Gara        | Dressage | Dressage  | Cross-country | Cross-country | Cross-country | Qualificazione  | Qualificazione  | Qualificazione  | Finale          | Finale          | Finale          | Totale          | Totale          |
| Atleta             | Cavallo | Gara        | Penalità | Posizione | Penalità      | Totale        | Posizione     | Penalità        | Totale          | Posizione       | Penalità        | Totale          | Posizione       | Penalità        | Posizione       |
| ------------------ | ------- | ----------- | -------- | --------- | ------------- | ------------- | ------------- | --------------- | --------------- | --------------- | --------------- | --------------- | --------------- | --------------- | --------------- |
| Aljaksandr Faminoŭ | Pasians | Individuale | 63,78    | 68°       | 52,80         | 116,50        | 57°           | 34,00           | 150,50          | 52°             | non qualificato | non qualificato | non qualificato | 150,50          | 52°             |
| Alena Celiapuškina | Passat  | Individuale | 69,10    | 70°       | eliminata     | eliminata     | eliminata     | non qualificata | non qualificata | non qualificata | non qualificata | non qualificata | non qualificata | non qualificata | non qualificata |

### Ginnastica

#### Ginnastica artistica
Maschile
| Atleta              | Evento    | Qualificazione | Qualificazione | Qualificazione | Qualificazione | Qualificazione | Qualificazione | Qualificazione | Qualificazione | Finale          | Finale          | Finale          | Finale          | Finale          | Finale          | Finale          | Finale          |
| Atleta              | Evento    | Attrezzo       | Attrezzo       | Attrezzo       | Attrezzo       | Attrezzo       | Attrezzo       | Totale         | Posizione      | Attrezzo        | Attrezzo        | Attrezzo        | Attrezzo        | Attrezzo        | Attrezzo        | Totale          | Posizione       |
| Atleta              | Evento    | CL             | C              | A              | V              | P              | S              | Totale         | Posizione      | CL              | C               | A               | V               | P               | S               | Totale          | Posizione       |
| ------------------- | --------- | -------------- | -------------- | -------------- | -------------- | -------------- | -------------- | -------------- | -------------- | --------------- | --------------- | --------------- | --------------- | --------------- | --------------- | --------------- | --------------- |
| Dzmitry Kaspiarovič | Volteggio | N.D.           | N.D.           | N.D.           | 16,333         | N.D.           | N.D.           | 16,333         | 9º             | non qualificato | non qualificato | non qualificato | non qualificato | non qualificato | non qualificato | non qualificato | non qualificato |

Femminile
| Atleta                  | Evento    | Qualificazione | Qualificazione | Qualificazione | Qualificazione | Qualificazione | Qualificazione | Finale          | Finale          | Finale          | Finale          | Finale          | Finale          |
| Atleta                  | Evento    | Attrezzo       | Attrezzo       | Attrezzo       | Attrezzo       | Totale         | Posizione      | Attrezzo        | Attrezzo        | Attrezzo        | Attrezzo        | Totale          | Posizione       |
| Atleta                  | Evento    | CL             | V              | P              | S              | Totale         | Posizione      | CL              | V               | P               | S               | Totale          | Posizione       |
| ----------------------- | --------- | -------------- | -------------- | -------------- | -------------- | -------------- | -------------- | --------------- | --------------- | --------------- | --------------- | --------------- | --------------- |
| Nastaśsia Maračkoŭskaja | Volteggio | N.D.           | 13,800         | N.D.           | N.D.           | 13,800         | 10ª            | non qualificata | non qualificata | non qualificata | non qualificata | non qualificata | non qualificata |
| Nastaśsia Maračkoŭskaja | Trave     | N.D.           | N.D.           | N.D.           | 13,558         | 13,558         | 35ª            | non qualificata | non qualificata | non qualificata | non qualificata | non qualificata | non qualificata |

#### Ginnastica ritmica

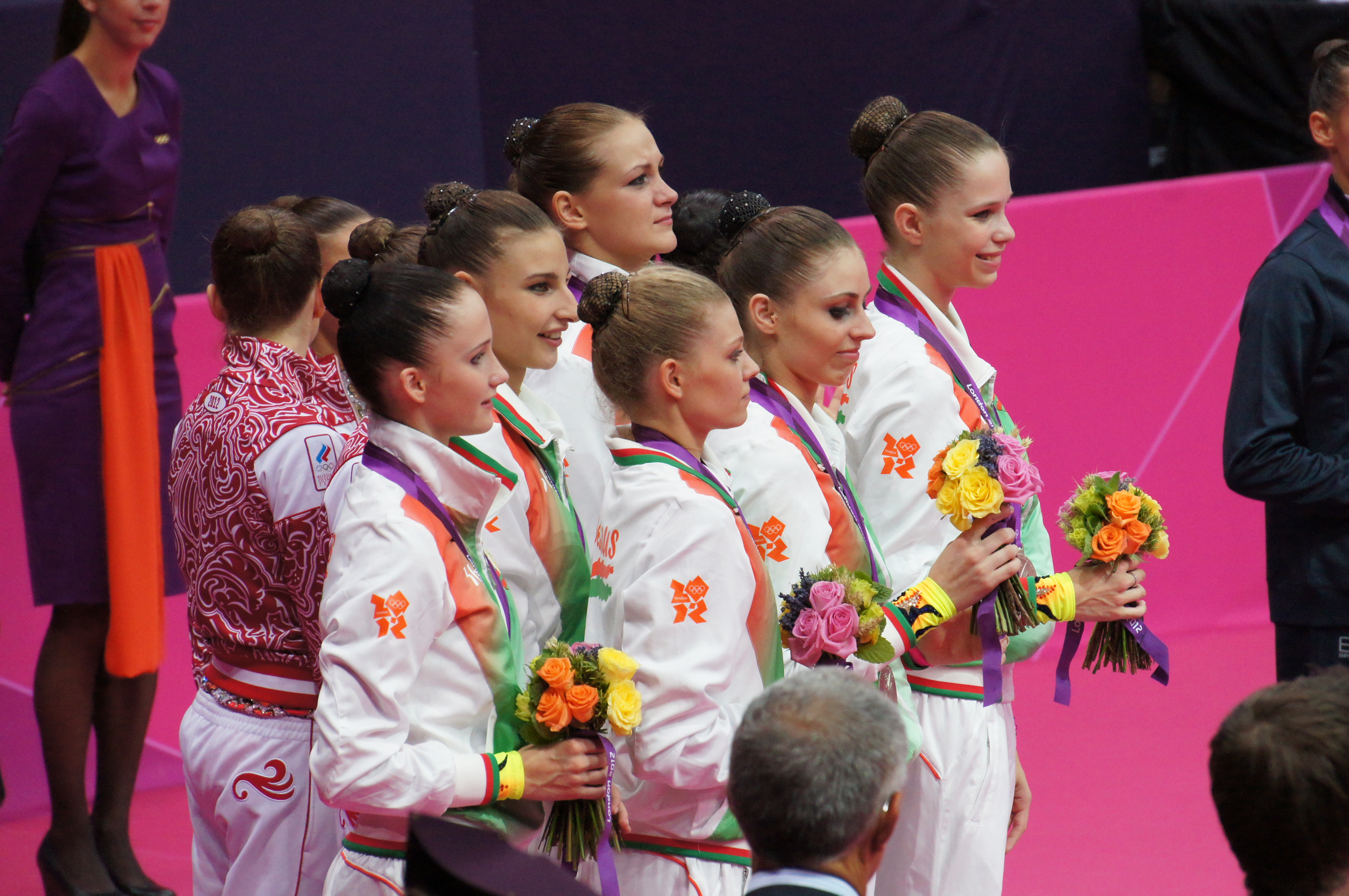
La squadra bielorussa riceve la medaglia d'argento per il concorso a squadre della ginnastica ritmica.

Femminile
| Atleta            | Evento               | Qualificazione | Qualificazione | Qualificazione | Qualificazione | Qualificazione | Qualificazione | Finale          | Finale          | Finale          | Finale          | Finale          | Finale          |
| Atleta            | Evento               | Attrezzo       | Attrezzo       | Attrezzo       | Attrezzo       | Totale         | Classifica     | Attrezzo        | Attrezzo        | Attrezzo        | Attrezzo        | Totale          | Classifica      |
| Atleta            | Evento               | Cerchio        | Palla          | Clavi          | Nastro         | Totale         | Classifica     | Cerchio         | Palla           | Clavi           | Nastro          | Totale          | Classifica      |
| ----------------- | -------------------- | -------------- | -------------- | -------------- | -------------- | -------------- | -------------- | --------------- | --------------- | --------------- | --------------- | --------------- | --------------- |
| Ljuboŭ Čarkašyna  | Concorso individuale | 28,050         | 28,400         | 27,450         | 26,550         | 110,450        | 5ª Q           | 28,100          | 28,000          | 27,525          | 28,075          | 111,700         |                 |
| Melicina Stanjuta | Concorso individuale | 27,500         | 26,700         | 27,600         | 26,875         | 108,675        | 12ª            | non qualificata | non qualificata | non qualificata | non qualificata | non qualificata | non qualificata |

| Atleta | Evento             | Qualificazione | Qualificazione      | Qualificazione | Qualificazione | Finale   | Finale              | Finale | Finale     |
| Atleta | Evento             | Attrezzo       | Attrezzo            | Totale         | Classifica     | Attrezzo | Attrezzo            | Totale | Classifica |
| Atleta | Evento             | 5 palle        | 3 nastri e 2 cerchi | Totale         | Classifica     | 5 palle  | 3 nastri e 2 cerchi | Totale | Classifica |
| --- | ------------------ | -------------- | ------------------- | -------------- | -------------- | -------- | ------------------- | ------ | ---------- |
| Maryna Hančarova Anastasija Ivan'kova Natal'ja Leščyk Aljaksandra Narkevič Ksenija Sankovič Alina Tumilovič | Concorso a squadre | 27,900         | 26,850              | 54,750         | 3ª Q           | 27,825   | 27,675              | 55,500 |            |

#### Trampolino elastico
Maschile
| Atleta            | Evento      | Qualificazioni | Qualificazioni | Finale          | Finale          |
| Atleta            | Evento      | Punteggio      | Classifica     | Punteggio       | Classifica      |
| ----------------- | ----------- | -------------- | -------------- | --------------- | --------------- |
| Viačaslaŭ Modzel' | Individuale | 103,880        | 12º            | non qualificato | non qualificato |

Femminile
| Atleta            | Evento      | Qualificazioni | Qualificazioni | Finale    | Finale     |
| Atleta            | Evento      | Punteggio      | Classifica     | Punteggio | Classifica |
| ----------------- | ----------- | -------------- | -------------- | --------- | ---------- |
| Taciana Piatrenia | Individuale | 104,755        | 3ª Q           | 55,670    | 5ª         |

### Judo
Maschile
| Atleta          | Evento  | 16-esimi                          | Ottavi                            | Quarti                        | Semifinali           | Ripescaggio                    | Med. bronzo                   | Finale               | Posizione       |
| Atleta          | Evento  | Avversario Risultato              | Avversario Risultato              | Avversario Risultato          | Avversario Risultato | Avversario Risultato           | Avversario Risultato          | Avversario Risultato | Posizione       |
| --------------- | ------- | --------------------------------- | --------------------------------- | ----------------------------- | -------------------- | ------------------------------ | ----------------------------- | -------------------- | --------------- |
| Jaŭhen Biadulin | −100 kg | C. Schmidt (ARG) V (1001-0000)    | T. Chajbulaev (RUS) P (0003-0111) | non qualificato               | non qualificato      | non qualificato                | non qualificato               | non qualificato      | non qualificato |
| Ihar Makaraŭ    | +100 kg | I. El Shehaby (EGY) V (0021-0002) | D. Kamikawa (JPN) V (0011-0001)   | Kim S.-M. (KOR) P (0002-0011) | non qualificato      | Ó. Brayson (CUB) V (1001-0000) | A. Tölzer (DEU) P (0001-1000) | non qualificato      | 5°              |

### Lotta
| VT | Vittoria per atterramento                           |
| PP | Vittoria a punti (lo sconfitto con punti tecnici)   |
| PO | Vittoria a punti (lo sconfitto senza punti tecnici) |

#### Libera
Maschile
| Atleta            | Evento  | Qualificazione       | Ottavi                                   | Quarti                                    | Semifinali                           | Ripescaggio Turno 1  | Ripescaggio Turno 2  | Finale                                     | Pos. |
| Atleta            | Evento  | Avversario Risultato | Avversario Risultato                     | Avversario Risultato                      | Avversario Risultato                 | Avversario Risultato | Avversario Risultato | Avversario Risultato                       | Pos. |
| ----------------- | ------- | -------------------- | ---------------------------------------- | ----------------------------------------- | ------------------------------------ | -------------------- | -------------------- | ------------------------------------------ | ---- |
| Ali Šabanaŭ       | -66 kg  | Bye                  | J. Frayer (USA) V 3-0 PO (3-0, 2-0)      | J. Hasanov (AZE) P 1-3 PP (2-2, 1-1, 0-2) | non qualificato                      | non qualificato      | non qualificato      | non qualificato                            | 10º  |
| Saslan Gatcyjeŭ   | -84 kg  | Bye                  | M. Riad Louafi (ALG) V 3-1 PP (2-0, 4-3) | A. Zvirbulis (LAT) V 3-1 PP (1-0, 2-2)    | J. Espinal (PUR) P 1-3 PP (2-7, 0-8) | Bye                  | Bye                  | D. Marsagishvili (GEO) P 1-3 PP (0-3, 1-3) | 5º   |
| Ruslan Šejchaŭ    | -96 kg  | Bye                  | K. Gazyumov (AZE) P 0-3 PO (0-1, 0-1)    | non qualificato                           | non qualificato                      | non qualificato      | non qualificato      | non qualificato                            | 17º  |
| Aljaksiej Šamaraŭ | -120 kg | Bye                  | D. Ligeti (HUN) V 3-1 PP (2-0, 2-1)      | T. Dlagnev (USA) P 1-3 PP (0-2, 1-3)      | non qualificato                      | non qualificato      | non qualificato      | non qualificato                            | 8º   |

Femminile
| Atleta               | Evento | Qualificazione                       | Ottavi                                 | Quarti                             | Semifinali           | Ripescaggio Turno 2                        | Ripescaggio Turno 2              | Finale                            | Pos. |
| Atleta               | Evento | Avversario Risultato                 | Avversario Risultato                   | Avversario Risultato               | Avversario Risultato | Avversario Risultato                       | Avversario Risultato             | Avversario Risultato              | Pos. |
| -------------------- | ------ | ------------------------------------ | -------------------------------------- | ---------------------------------- | -------------------- | ------------------------------------------ | -------------------------------- | --------------------------------- | ---- |
| Vanesa Kaladzinskaja | -48 kg | Bye                                  | Z. Eshimova (KAZ) V 5-0 VT (5-0, 4-1F) | C. Huynh (CAN) P 0-3 PO (0-6, 0-3) | non qualificata      | non qualificata                            | non qualificata                  | non qualificata                   | 8ª   |
| Vasilisa Marzaliuk   | -72 kg | S. Zlateva (BUL) P 0-3 PO (0-1, 0-1) | non qualificata                        | non qualificata                    | non qualificata      | J. Fransson (SWE) V 3-1 PP (2-0, 0-1, 2-0) | A. Ali (CMR) V 3-0 PO (2-0, 1-0) | M. Unda (ESP) P 0-3 PO (0-1, 0-1) | 5ª   |

#### Greco-Romana
Maschile
| Atleta              | Evento  | Qualificazione                               | Ottavi                                     | Quarti                                   | Semifinali                          | Ripescaggio Turno 2  | Ripescaggio Turno 2                         | Finale                                      | Pos. |
| Atleta              | Evento  | Avversario Risultato                         | Avversario Risultato                       | Avversario Risultato                     | Avversario Risultato                | Avversario Risultato | Avversario Risultato                        | Avversario Risultato                        | Pos. |
| ------------------- | ------- | -------------------------------------------- | ------------------------------------------ | ---------------------------------------- | ----------------------------------- | -------------------- | ------------------------------------------- | ------------------------------------------- | ---- |
| Elbek Tažyjeŭ       | -55 kg  | Bye                                          | K. Hasegawa (JPN) P 0-3 PO (0-1, 0-3)      | non qualificato                          | non qualificato                     | non qualificato      | non qualificato                             | non qualificato                             | 16º  |
| Aljaksandr Kikinioŭ | -74 kg  | Bye                                          | A. Dilmukhamedov (KAZ) V 3-0 PO (1-0, 2-0) | A. Julfalakyan (ARM) P 0-3 PO (0-2, 0-1) | non qualificato                     | Bye                  | D. Kobonov (KGZ) V 3-0 PO (1-0, 2-0)        | E. Ahmadov (AZE) P 1-3-1 PP (2-0, 0-2, 0-2) | 5º   |
| Alim Selimaŭ        | -84 kg  | Bye                                          | A. Chugaev (RUS) P 0-3 PO (0-1, 0-1)       | non qualificato                          | non qualificato                     | Bye                  | D. Gadzhiyev (KAZ) P 1-3 PP (0-1, 3-0, 0-3) | non qualificato                             | 12º  |
| Cimafei Dzejničėnka | -96 kg  | M. Abdelfatah (EGY) V 3-1 PP (0-1, 2-0, 1-0) | A. Arusaar (EST) V 3-1 PP (0-1, 1-0, 1-0)  | E. Guri (BUL) V 3-0 PO (1-0, 3-0)        | R. Totrov (RUS) P 0-3 PO (0-3, 0-1) | Bye                  | Bye                                         | J. Lidberg (SWE) P 1-3 PP (2-0, 0-1, 1-4)   | 5º   |
| Ёsif Čugašvili      | -120 kg | Bye                                          | H. Nabi (EST) P 1-3 PP (1-0, 0-1, 0-3)     | non qualificato                          | non qualificato                     | Bye                  | Ł. Banak (POL) V 3-0 PO (2-0, 1-0)          | J. Eurén (SWE) P 1-3 PP (0-1, 1-0, 0-1)     | 5º   |

### Nuoto e sport acquatici

#### Nuoto
Maschile
| Atleta             | Evento              | Batterie | Batterie   | Semifinali      | Semifinali      | Finale          | Finale          |
| Atleta             | Evento              | Tempo    | Classifica | Tempo           | Classifica      | Tempo           | Classifica      |
| ------------------ | ------------------- | -------- | ---------- | --------------- | --------------- | --------------- | --------------- |
| Pavel Sankovič     | 100 m dorso         | 54"53    | 18º        | non qualificato | non qualificato | non qualificato | non qualificato |
| Pavel Sankovič     | 100 m farfalla      | 53"47    | 33º        | non qualificato | non qualificato | non qualificato | non qualificato |
| Jurij Suvoraŭ      | 400 m misti         | 4'23"06  | =26º       | N.D.            | N.D.            | non qualificato | non qualificato |
| Jaŭhen Curkin      | 100 m stile libero  | 50"53    | 34º        | non qualificato | non qualificato | non qualificato | non qualificato |
| Uladzimir Ž'iharaŭ | 1500 m stile libero | 15'48"67 | 30º        | N.D.            | N.D.            | non qualificato | non qualificato |

Femminile
| Atleta                                                                        | Evento               | Batterie | Batterie   | Semifinali      | Semifinali      | Finale          | Finale          |
| Atleta                                                                        | Evento               | Tempo    | Classifica | Tempo           | Classifica      | Tempo           | Classifica      |
| ----------------------------------------------------------------------------- | -------------------- | -------- | ---------- | --------------- | --------------- | --------------- | --------------- |
| Aljaksandra Herasimenja                                                       | 50 m stile libero    | 24"76    | 5ª Q       | 24"45           | 2ª Q            | 24"28           |                 |
| Aljaksandra Herasimenja                                                       | 100 m stile libero   | 53"63    | 4ª Q       | 53"78           | 7ª Q            | 53"38           |                 |
| Aljaksandra Herasimenja                                                       | 100 m farfalla       | 58"50    | 13ª Q      | 58"41           | 13ª             | non qualificata | non qualificata |
| Śviatlana Chochlova                                                           | 50 m stile libero    | 25"36    | 20ª        | non qualificata | non qualificata | non qualificata | non qualificata |
| Aksana Dziamidava Aljaksandra Herasimenja Śviatlana Chochlova Julija Chitraja | 4×100 m stile libero | 3'40"67  | 13ª        | N.D.            | N.D.            | non qualificate | non qualificate |

#### Tuffi
Maschile
| Atleta              | Evento           | Preliminari | Preliminari | Semifinale      | Semifinale      | Finale          | Finale          |
| Atleta              | Evento           | Punti       | Classifica  | Punti           | Classifica      | Punti           | Classifica      |
| ------------------- | ---------------- | ----------- | ----------- | --------------- | --------------- | --------------- | --------------- |
| Cimafej Hardzejč'ik | Piattaforma 10 m | 350,05      | 31º         | non qualificato | non qualificato | non qualificato | non qualificato |
| Vadzim Kaptur       | Piattaforma 10 m | 420,60      | 21º         | non qualificato | non qualificato | non qualificato | non qualificato |

### Pentathlon moderno
| Atleta                | Evento         | Scherma   | Scherma   | Scherma  | Nuoto   | Nuoto     | Nuoto    | Equitazione | Equitazione | Equitazione | Combinato: corsa/pistola | Combinato: corsa/pistola | Combinato: corsa/pistola | Totale | Posizione finale |
| Atleta                | Evento         | Risultati | Posizione | PM punti | Tempo   | Posizione | PM punti | Penalità    | Posizione   | Punti PM    | Tempo                    | Posizione                | Punti PM                 | Totale | Posizione finale |
| --------------------- | -------------- | --------- | --------- | -------- | ------- | --------- | -------- | ----------- | ----------- | ----------- | ------------------------ | ------------------------ | ------------------------ | ------ | ---------------- |
| Dzmitryj Meliach      | Gara maschile  | 17–18     | =13º      | 808      | 2'03"67 | 13º       | 1316     | 172         | 31º         | 1028        | 11'33"18                 | 33º                      | 2228                     | 5380   | 30º              |
| Stanislaŭ Žuraŭlioŭ   | Gara maschile  | 20–15     | =6º       | 880      | 2'06"80 | 21º       | 1280     | 80          | 19º         | 1120        | 10'58"10                 | 20º                      | 2368                     | 5648   | 16º              |
| Anastasija Prokopenko | Gara femminile | 15-20     | =25ª      | 760      | 2'28"50 | 33ª       | 1020     | 60          | 12ª         | 1140        | 11'06"00                 | 1ª                       | 2336                     | 5256   | 6ª               |
| Hanna Archipenka      | Gara femminile | 16-19     | =22ª      | 784      | 2'32"87 | 36ª       | 968      | 184         | 31ª         | 1016        | 12'49"61                 | 29ª                      | 1924                     | 4692   | 32ª              |

### Pugilato
Maschile
| Atleta              | Evento                     | Sedicesimi               | Ottavi di finale          | Quarti di finale           | Semifinali           | Finale               | Pos. |
| Atleta              | Evento                     | Avversario Risultato     | Avversario Risultato      | Avversario Risultato       | Avversario Risultato | Avversario Risultato | Pos. |
| ------------------- | -------------------------- | ------------------------ | ------------------------- | -------------------------- | -------------------- | -------------------- | ---- |
| Vazhen Safar'janc   | Pesi leggeri (-60 kg)      | Bye                      | S. Han (KOR) P 13-+13     | non qualificato            | non qualificato      | non qualificato      | 9°   |
| Michail Daŭhaljavec | Pesi mediomassimi (-81 kg) | O. Hvozdyk (UKR) P 10-18 | non qualificato           | non qualificato            | non qualificato      | non qualificato      | 17°  |
| Sjarhej Karneeŭ     | Pesi massimi (-91 kg)      | N.D.                     | J. Castillo (ECU) V 21-12 | T. Məmmədov (AZE) P 19-+19 | non qualificato      | non qualificato      | 5°   |

### Scherma
Maschile
| Atleta                                                                 | Evento               | Trentaduesimi               | Sedicesimi                 | Ottavi di finale             | Quarti di finale     | Semifinali                          | Finale                         | Pos. |
| Atleta                                                                 | Evento               | Avversario Risultato        | Avversario Risultato       | Avversario Risultato         | Avversario Risultato | Avversario Risultato                | Avversario Risultato           | Pos. |
| ---------------------------------------------------------------------- | -------------------- | --------------------------- | -------------------------- | ---------------------------- | -------------------- | ----------------------------------- | ------------------------------ | ---- |
| Aljaksandr Bujkevič                                                    | Sciabola individuale | Bye                         | B. Apithy (FRA) V (15-11)  | R. Dumitrescu (ROU) P (6-15) | non qualificato      | non qualificato                     | non qualificato                | 9°   |
| Dmitrij Lapkes                                                         | Sciabola individuale | Bye                         | P. Beaudry (CAN) V (15-10) | T. Morehouse (USA) P (13-15) | non qualificato      | non qualificato                     | non qualificato                | 9°   |
| Valeryj Pryemka                                                        | Sciabola individuale | J. Honeybone (GBR) V (15-9) | A. Montano (ITA) P (9-15)  | non qualificato              | non qualificato      | non qualificato                     | non qualificato                | 17°  |
| Aljaksandr Bujkevič Dmitrij Lapkes Valeryj Pryemka Aleksej Lihačevskij | Sciabola a squadre   | N.D.                        | N.D.                       | N.D.                         | Italia P (44-45)     | Qual. semifinale Germania P (40-45) | 7º posto Stati Uniti V (45-35) | 7°   |

### Sollevamento pesi

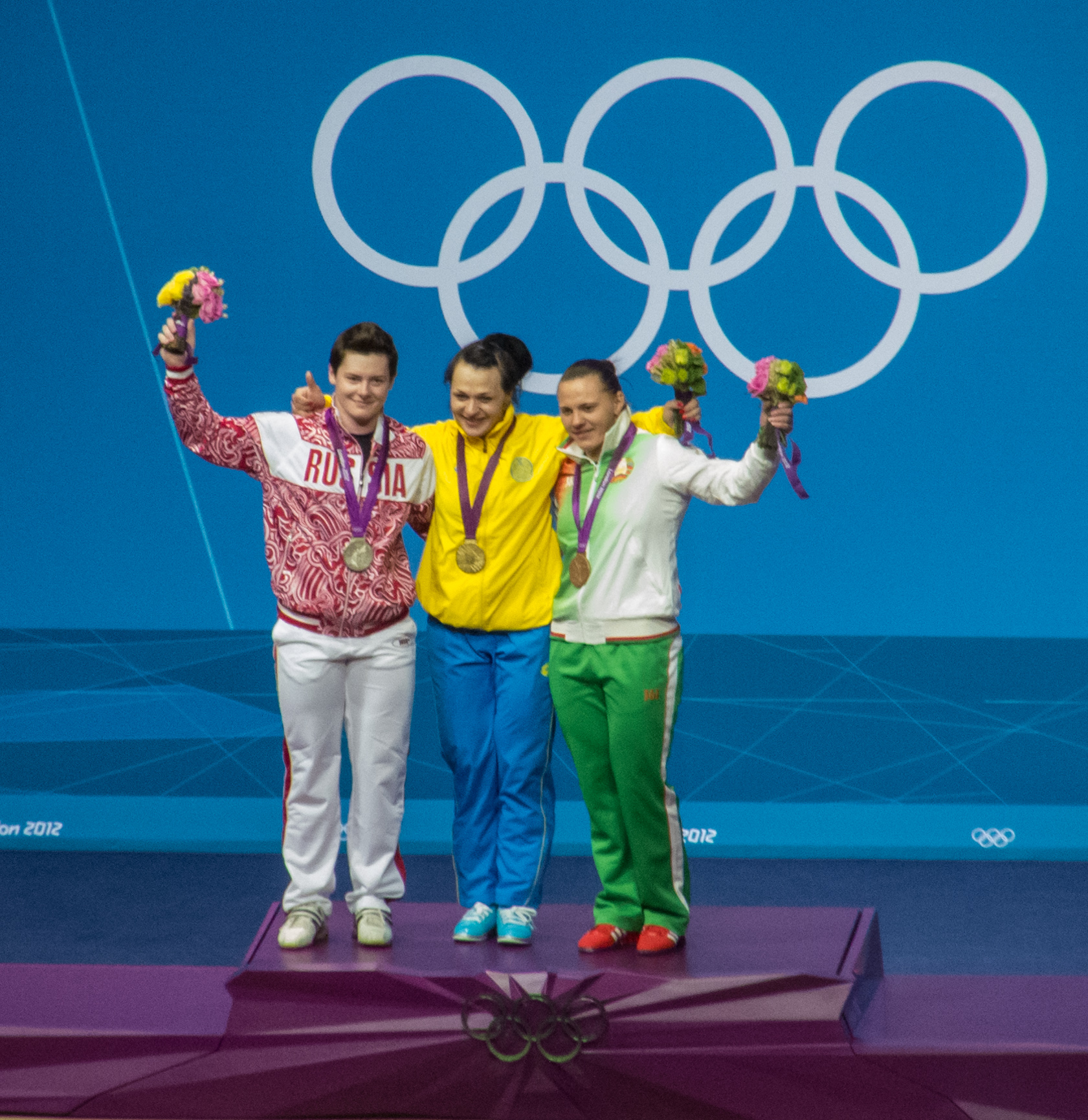
Ir'ina Kuleša (a destra) al momento della premiazione nei 75 kg femminili.

Maschile
| Atleta                | Evento  | Strappo   | Strappo    | Slancio   | Slancio    | Totale | Classifica |
| Atleta                | Evento  | Risultato | Classifica | Risultato | Classifica | Totale | Classifica |
| --------------------- | ------- | --------- | ---------- | --------- | ---------- | ------ | ---------- |
| Andrej Rybakoŭ        | -85 kg  | 175 kg    | DNF        | -         | -          | -      | DNF        |
| Mikalaj Novikaŭ       | -85 kg  | 167 kg    | 6º         | 196 kg    | 9º         | 363 kg | 8º         |
| Aljaksandar Makaranka | -94 kg  | 175 kg    | =7º        | 209 kg    | 11º        | 384 kg | 10º        |
| Jaŭhen Žarnasek       | +105 kg | 196 kg    | 7º         | 230 kg    | 9º         | 426 kg | 9º         |

Femminile
| Atleta              | Evento | Strappo   | Strappo    | Slancio   | Slancio    | Totale | Classifica |
| Atleta              | Evento | Risultato | Classifica | Risultato | Classifica | Totale | Classifica |
| ------------------- | ------ | --------- | ---------- | --------- | ---------- | ------ | ---------- |
| Anastasija Novikava | -58 kg | 103 kg    | =4ª        | 127 kg    | 7ª         | 230 kg | 7ª         |
| Dzina Sazanavec     | -69 kg | 115 kg    | =1ª        | 141 kg    | 4ª         | 256 kg | 4ª         |
| Mar'ina Škermankova | -69 kg | 113 kg    | =4ª        | 143 kg    | =2ª        | 256 kg |            |
| Ir'ina Kuleša       | -75 kg | 121 kg    | 3ª         | 148 kg    | 3ª         | 269 kg |            |

### Tennis
Maschile
| Atleta                     | Evento | 32-esimi             | 16-esimi                                                  | Ottavi               | Quarti               | Semifinali           | Finale               | Pos.            |
| Atleta                     | Evento | Avversario Risultato | Avversario Risultato                                      | Avversario Risultato | Avversario Risultato | Avversario Risultato | Avversario Risultato | Pos.            |
| -------------------------- | ------ | -------------------- | --------------------------------------------------------- | -------------------- | -------------------- | -------------------- | -------------------- | --------------- |
| Aljaksandr Bury Maks Mirny | Doppio | N.D.                 | M. Bhupathi/ R. Bopanna (IND) P 1-2 (6-74-7, 7-47-4, 6-8) | non qualificati      | non qualificati      | non qualificati      | non qualificati      | non qualificati |

Femminile
| Atleta             | Evento  | 32-esimi                               | 16-esimi                             | Ottavi                               | Quarti                           | Semifinali                         | Finale                              | Pos. |
| Atleta             | Evento  | Avversario Risultato                   | Avversario Risultato                 | Avversario Risultato                 | Avversario Risultato             | Avversario Risultato               | Avversario Risultato                | Pos. |
| ------------------ | ------- | -------------------------------------- | ------------------------------------ | ------------------------------------ | -------------------------------- | ---------------------------------- | ----------------------------------- | ---- |
| Viktoryja Azaranka | Singolo | I.-C. Begu (ROU) V 2-1 (6-1, 3-6, 6-1) | M.J. Martínez (ESP) V 2-0 (6-1, 6-2) | N. Petrova (RUS) V 2-0 (7-68-6, 6-4) | A. Kerber (DEU) V 2-0 (6-4, 7-5) | S. Williams (USA) P 0-2 (1-6, 2-6) | M. Kirilenko (RUS) V 2-0 (6-3, 6-4) |      |

Misto
| Atleta                        | Evento       | Ottavi                                          | Quarti                                      | Semifinali                                          | Finale                                              | Pos. |
| Atleta                        | Evento       | Avversario Risultato                            | Avversario Risultato                        | Avversario Risultato                                | Avversario Risultato                                | Pos. |
| ----------------------------- | ------------ | ----------------------------------------------- | ------------------------------------------- | --------------------------------------------------- | --------------------------------------------------- | ---- |
| Viktoryja Azaranka Maks Mirny | Doppio misto | A. Kerber/ P. Petzschner (DEU) V 2-0 (6-2, 6-2) | L. Paes/ S. Mirza (IND) V 2-0 (7-5, 7-67-5) | L. Raymond/ M. Bryan (USA) V 2-1 (3-6, 6-4, [10-7]) | L. Robson/ A. Murray (GBR) V 2-1 (2-6, 6-3, [10-8]) |      |

### Tennis tavolo
Maschile
| Atleta             | Evento  | Preliminari          | Round 1              | Round 2              | Round 3                                                             | Round 4                                                         | Quarti di finale     | Semifinale           | Finale               | Pos.            |
| Atleta             | Evento  | Avversario Risultato | Avversario Risultato | Avversario Risultato | Avversario Risultato                                                | Avversario Risultato                                            | Avversario Risultato | Avversario Risultato | Avversario Risultato | Pos.            |
| ------------------ | ------- | -------------------- | -------------------- | -------------------- | ------------------------------------------------------------------- | --------------------------------------------------------------- | -------------------- | -------------------- | -------------------- | --------------- |
| Uladzimir Samsonaŭ | Singolo | Bye                  | Bye                  | Bye                  | W. Henzell (AUS) V 4-3 (12-10, 8-11, 11-13, 11-9, 11-9, 8-11, 11-7) | Zhang J. (CHN) P 3-4 (11-4, 7-11, 5-11, 11-8, 11-8, 7-11, 7-11) | non qualificato      | non qualificato      | non qualificato      | non qualificato |

Femminile
| Atleta                | Evento  | Preliminari          | Round 1                                                  | Round 2                                                   | Round 3                                                            | Round 4                                                         | Quarti di finale     | Semifinale           | Finale               | Pos.            |
| Atleta                | Evento  | Avversario Risultato | Avversario Risultato                                     | Avversario Risultato                                      | Avversario Risultato                                               | Avversario Risultato                                            | Avversario Risultato | Avversario Risultato | Avversario Risultato | Pos.            |
| --------------------- | ------- | -------------------- | -------------------------------------------------------- | --------------------------------------------------------- | ------------------------------------------------------------------ | --------------------------------------------------------------- | -------------------- | -------------------- | -------------------- | --------------- |
| Viktoryia Paŭlovič    | Singolo | Bye                  | Bye                                                      | Bye                                                       | K. Silbereisen (DEU) V 4-2 (12-10, 13-11, 9-11, 11-13, 11-4, 11-7) | Wang Y. (SGP) P 3-4 (6-11, 11-7, 11-4, 14-12, 7-11, 9-11, 8-11) | non qualificata      | non qualificata      | non qualificata      | non qualificata |
| Aljaksandra Pryvalava | Singolo | Bye                  | H. Xing (COG) V 4-2 (11-2, 7-11, 11-6, 11-8, 8-11, 11-9) | Liu J. (AUT) P 2-4 (11-4, 4-11, 8-11, 10-12, 12-10, 4-11) | non qualificata                                                    | non qualificata                                                 | non qualificata      | non qualificata      | non qualificata      | non qualificata |

### Tiro a segno/volo
Maschile
| Atleta             | Evento                      | Qualificazione | Qualificazione | Finale          | Finale          |
| Atleta             | Evento                      | Punteggio      | Classifica     | Punteggio       | Classifica      |
| ------------------ | --------------------------- | -------------- | -------------- | --------------- | --------------- |
| Vital' Bubnovič    | Carabina 50m 3 posizioni    | 1 164          | 17º            | non qualificato | non qualificato |
| Vital' Bubnovič    | Carabina 10m aria compressa | 595            | 11º            | non qualificato | non qualificato |
| Il'lja Čarhejka    | Carabina 10m aria compressa | 597            | 5º Q           | 698,6           | 7º              |
| Jury Daŭhapolaŭ    | Pistola 10m aria compressa  | 571            | 30º            | non qualificato | non qualificato |
| Andrej Kavalenka   | Trap                        | 101            | 34º            | non qualificato | non qualificato |
| Andrej Kazak       | Pistola 50m                 | 547            | 31º            | non qualificato | non qualificato |
| Kanstancin Lukašyk | Pistola 50m                 | 547            | 30º            | non qualificato | non qualificato |
| Kanstancin Lukašyk | Pistola 10m aria compressa  | 582            | 11º            | non qualificato | non qualificato |
| Sjarhej Martynaŭ   | Carabina 50m a terra        | 600            | 1º Q           | 705,5           |                 |
| Jury Ščarbacevič   | Carabina 50m 3 posizioni    | 1 171          | 4º             | 1 267,3         | 8º              |
| Jury Ščarbacevič   | Carabina 50m a terra        | 591            | 30º            | non qualificato | non qualificato |

Femminile
| Atleta          | Evento                     | Qualificazione | Qualificazione | Finale          | Finale          |
| Atleta          | Evento                     | Punteggio      | Classifica     | Punteggio       | Classifica      |
| --------------- | -------------------------- | -------------- | -------------- | --------------- | --------------- |
| Viktoryja Čayka | Pistola 25m                | 578            | 25ª            | non qualificata | non qualificata |
| Viktoryja Čayka | Pistola 10m aria compressa | 385            | 6ª Q           | 485,2           | 5ª              |

### Tiro con l'arco
Femminile
| Atleta               | Evento      | Round di qualificazione | Round di qualificazione | 32-esimi                       | 16-esimi                  | Ottavi                    | Quarti                    | Semifinali                | Finale                    | Pos.            |
| Atleta               | Evento      | Punteggio               | Seed                    | Avversario Seed Punteggio      | Avversario Seed Punteggio | Avversario Seed Punteggio | Avversario Seed Punteggio | Avversario Seed Punteggio | Avversario Seed Punteggio | Pos.            |
| -------------------- | ----------- | ----------------------- | ----------------------- | ------------------------------ | ------------------------- | ------------------------- | ------------------------- | ------------------------- | ------------------------- | --------------- |
| Ekaterina Timofeyeva | Individuale | 644                     | 33ª                     | L. Sičenikova (UKR) (32) V 6-4 | Ki B.-b. (KOR) (1) P 2-6  | non qualificata           | non qualificata           | non qualificata           | non qualificata           | non qualificata |

### Vela
Maschile
| Atleta          | Evento | Regata | Regata | Regata | Regata | Regata | Regata | Regata | Regata | Regata | Regata | Regata | Punteggio Totale | Punteggio Netto | Classifica |
| Atleta          | Evento | 1      | 2      | 3      | 4      | 5      | 6      | 7      | 8      | 9      | 10     | M      | Punteggio Totale | Punteggio Netto | Classifica |
| --------------- | ------ | ------ | ------ | ------ | ------ | ------ | ------ | ------ | ------ | ------ | ------ | ------ | ---------------- | --------------- | ---------- |
| Mikalaj Žukavec | RS:X   | 26     | 22     | 23     | 14     | 26     | 16     | 27     | 21     | 39 DNF | 33     | EL     | 247              | 208             | 27º        |

Femminile
| Atleta                | Evento       | Regata | Regata | Regata | Regata | Regata | Regata | Regata | Regata | Regata | Regata | Regata | Punteggio Totale | Punteggio Netto | Classifica |
| Atleta                | Evento       | 1      | 2      | 3      | 4      | 5      | 6      | 7      | 8      | 9      | 10     | M      | Punteggio Totale | Punteggio Netto | Classifica |
| --------------------- | ------------ | ------ | ------ | ------ | ------ | ------ | ------ | ------ | ------ | ------ | ------ | ------ | ---------------- | --------------- | ---------- |
| Taccjana Drazdoŭskaja | Laser Radial | 10     | 7      | 23     | 16     | 16     | 13     | 19     | 16     | 42 DSQ | 18     | EL     | 180              | 138             | 15ª        |